# James Duncan (atleet)
James Henry (Jim) Duncan (New York, 25 september 1887 – 21 januari 1955) was een Amerikaanse atleet, die gespecialiseerd was in het discuswerpen. Hij had twaalf jaar het wereldrecord op deze discipline in handen.
Op 27 mei 1912 verbeterde hij in New York het wereldrecord discuswerpen tot 47,58 m. Later dat jaar won hij op de Olympische Spelen van Stockholm een bronzen medaille. Met een beste poging van 42,28 m eindigde hij achter de Fin Armas Taipale (goud; 45,21) en zijn landgenoot Richard Byrd (zilver; 42,32). In 1919 won hij eveneens een bronzen medaille bij de Inter-Allied Games in Parijs. Ditmaal eindigde hij met 36,11 m achter zijn landgenoten Charles Higgins (goud) en Richard Byrd (zilver).

## Palmares

### Discuswerpen
- 1912:  OS - 42,28 m
- 1919:  Inter-Allied - 36,11 m